# Samodzielny publiczny zakład opieki zdrowotnej

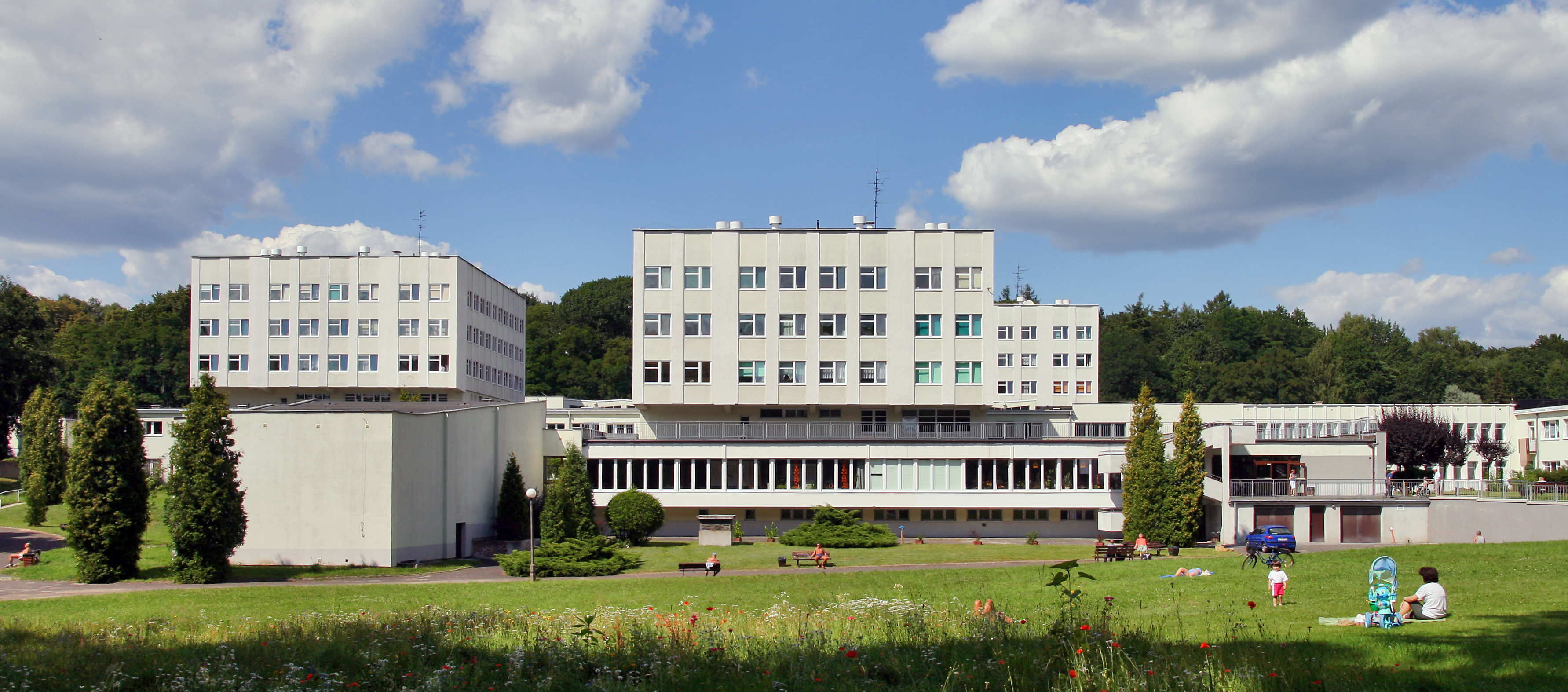
SPZOZ Górnośląskie Centrum Rehabilitacji „Repty” im. gen. Jerzego Ziętka w Tarnowskich Górach

Samodzielny publiczny zakład opieki zdrowotnej (SPZOZ) – osoba prawna stanowiąca podmiot leczniczy niebędących przedsiębiorcą, utworzona przez jeden z poniższych podmiotów:
- ministra lub centralny organ administracji rządowej,
- wojewodę,
- jednostkę samorządu terytorialnego,
- państwową uczelnię medyczną lub państwową uczelnię prowadzącą działalność dydaktyczną i badawczą w dziedzinie nauk medycznych.

## Podstawy prawne
Działalność SPZOZ regulują od roku 2011 przepisy ustawy o działalności leczniczej, a wcześniej (w latach 1991-2011) ustawa o zakładach opieki zdrowotnej.

## Forma organizacyjno-prawna
SPZOZ powstaje poprzez rejestrację w rejestrze stowarzyszeń, innych organizacji społecznych i zawodowych, fundacji oraz samodzielnych publicznych zakładów opieki zdrowotnej Krajowego Rejestru Sądowego. Obok jednostek organizacyjnych wpisywanych do tego rejestru wyłącznie w celu rejestracji statusu organizacji pożytku publicznego, stanowi jedyny typ podmiotu wpisywanego do tego rejestru, który nie może dodatkowo rejestrować się w rejestrze przedsiębiorców KRS.
Samodzielny publiczny zakład opieki zdrowotnej posiada osobowość prawną i samodzielność działania. SPZOZ jak każdy podmiot leczniczy prowadzi działalność polegającą na udzielaniu świadczeń zdrowotnych, finansowanych głównie ze środków przekazywanych przez Narodowy Fundusz Zdrowia w zamian za świadczenia zdrowotne udzielone osobom ubezpieczonym w Funduszu. Może również udzielać świadczeń zdrowotnych poza systemem powszechnego ubezpieczenia zdrowotnego (odpłatnie), ale tylko osobom nieubezpieczonym w NFZ, zaś od osób ubezpieczonych może pobierać opłaty tylko za świadczenia zdrowotne określone w obowiązujących przepisach jako świadczenia niefinansowane ze środków publicznych (np. implanty stomatologiczne). Od swoich niepublicznych odpowiedników odróżnia się tym, że stanowi w 100% własność publiczną, bez możliwości prawnej udziału podmiotów prywatnych, oraz specyficznym systemem zarządzania i wewnętrznego ustroju niespotykanym w innych sektorach gospodarki. Charakteryzuje go między innymi brak możliwości upadłości i brak odpowiedzialności finansowej dyrektora za długi przekraczające majątek firmy, co powoduje brak bieżącej motywacji wśród osób zarządzających do racjonalizowania kosztów działania i profilu SPZOZ.

## Historia
Był najbardziej rozpowszechnioną formą prowadzenia zakładu opieki zdrowotnej przez podmioty publiczne po 1999 r. Związane to było z faktem, że ubezpieczyciel mógł początkowo podpisywać umowy na udzielanie świadczeń zdrowotnych tylko z publicznymi ZOZ-ami. Występowanie tej formy prowadzenia działalności leczniczej, jakkolwiek nadal powszechnej dla podmiotów publicznych, stopniowo ulegało zmniejszeniu po zastąpieniu ustawy o zakładach opieki zdrowotnej przez ustawę o działalności leczniczej, zawierającą zachęty finansowe do przekształcania SPZOZ w spółki kapitałowe, a w pierwotnej wersji również zakaz tworzenia nowych SPZOZ. Forma samodzielnego zakładu opieki zdrowotnej dla prowadzenia działalności leczniczej ma swoje zalety i wady. Do zalet należy zaliczyć możliwość elastycznego zarządzania jednostką dostosowaną do specyfiki udzielanych świadczeń zdrowotnych, relatywnie dużą samodzielność w stosunku do organu prowadzącego SPZOZ (powiat, samorząd województwa, uczelnia medyczna). Wadą był brak przepisów zwiększających odpowiedzialność organu prowadzącego za bieżące zarządzanie SPZOZ i kształtowanie wyniku finansowego jednostki oraz mało przejrzysty system finansowania usług zdrowotnych dostarczanych przez SPZOZ. Cechą systemu opieki zdrowotnej, w którym działały i działają SPZOZ-y jest zadłużenie tych zakładów. Główną przyczyną jego występowania jest brak instrumentów organizacyjno-prawnych równoważenia popytu na świadczenia zdrowotne z możliwościami sfinansowania ze środków publicznych podaży tych świadczeń.